# Площа Якуба Коласа (Мінськ)
Площа Якуба Коласа (до 1956 — Комаровська) — площа в Первомайському районі Мінська, розташована на перетині проспекту Незалежності з вулицею Якуба Коласа. У центрі площі — пам'ятник народному поету Білорусі Якубу Коласу, праворуч і ліворуч від нього — скульптури героїв його творів. Близько половини площі займає сквер з фонтанами. Під площею розташована однойменна станція метро .
До площі примикають вулиці Якуба Коласа, Червона, Золота Гірка, Віри Хоружей, Бульвар Мулявіна. Зі сходу між проспектом Незалежності (Скорини) і вул. Я. Коласа знаходиться колишня будівля Університету фізкультури.
На півночі — Мінське виробниче об'єднання обчислювальної техніки і колишня будівля Мінського поліграфкомбінату імені Я. Коласа. На заході — житловий будинок. На бульварі Мулявіна з півдня — Державна філармонія, біля неї — магазини ЦУМ «Мінськ», житлові будинки з гастрономом «Радзівіллівський», «Льонок», «Фрукти-овочі».

## Історія
Площа Якуба Коласа розташована на місці історичної Комаровки — села, що дало назву Коморовському ринку. Спочатку площа називалася Комаровською.
Формування площі почалося з реконструкції так званих «Комаровських вілл» на стику колишніх Борисівського і Лагойського трактів і будівництва інституту фізкультури в 1936 -1939 рр .. У сучасному вигляді площа забудована за проектом 1952 року (арх. М. Барщ, Л. Аранаускас і Л . Мацкевич), де були враховані пропозиції проектів 1939 року (арх. В. Муравйов) та 1940 р (арх. А. Клімов).
У 1956 році площа була названа в честь народного поета Білорусі Якуба Коласа. З 1962 по 1972 роки на площі ближче до Університету фізкультури стояв пам'ятник атому. Пам'ятник Якубу Коласу і героям його творів урочисто відкрито на центральній частині площі 3 листопада 1972 року в день 90-річчя Якуба Коласа. Автор скульптурної композиції — народний художник Білорусі Заїр Азгур .
У 1984 році була відкрита станція метрополітену Площа Якуба Коласа.